# انحلال ضوئي

رسم يوضح تشتت جسيمات الضوء

الانحلال الضوئي أو الانحلال بالضوء أو التلاشي الضوئي أو التفتت الضوئي هو تفاعل نووي تمتص فيه نواة الذرة أشعة غاما مرتفعة الطاقة، ينتج عنها انتقال الذرة إلى الحالة المثارة، حيث تضمحل بعدها تلقائياً بإصدار جسيمات دون ذرية. تعمل أشعة غاما الواردة على نزع واحد أو أكثر من النيوترونات أو البروتونات أو جسيم ألفا من النواة.
تعد عملية الانحلال الضوئي عملية ماصة للحرارة (أو الطاقة) بالنسبة للنوى الذرية الأخف من الحديد، وأحياناً ناشرة للحرارة للنوى الذرية الأثقل من الحديد. يعد الانحلال الضوئي مسؤولاً عن التخليق النووي لبعض العناصر الغنية بالبروتونات (العناصر الثقيلة) عبر عملية البروتون في المستعرات العظمى.

## أمثلة
يستطيع فوتون تبلغ طاقته 2.22 ميغا إلكترون فولت أن يحل ذرة من الديوتيريوم ضوئياً؛ حيث يعطي التفاعل النووي ناتجاً من بروتون ونيوترون. استخدم جيمس تشادويك وموريس غولدهابر Maurice Goldhaber هذا التفاعل لحساب فرق الكتلة بين البروتون والنيوترون. وساعدت في فهم تركيب النيوترون.
من الأمثلة الأخرى التفاعلات التالية:
{\displaystyle ^{20}\mathrm {Ne} +\gamma \rightarrow \,^{16}\mathrm {O} +\,^{4}\mathrm {He} }
{\displaystyle ^{28}\mathrm {Si} +\gamma \rightarrow \,^{27}\mathrm {Al} +\,\mathrm {p} }
{\displaystyle ^{28}\mathrm {Si} +\gamma \rightarrow \,^{24}\mathrm {Mg} +\,^{4}\mathrm {He} }

## اقرأ أيضاً
- اضمحلال إشعاعي